# Bad Guy
Bad Guy ist ein Lied von Billie Eilish, das als fünfte Single ihres Debütalbums When We All Fall Asleep, Where Do We Go? über Darkroom und Interscope Records veröffentlicht wurde. Der Song wurde bei den 62. Annual Grammy Awards als „Record of the Year“ und „Song of the Year“ ausgezeichnet.

## Entstehung und Veröffentlichung
Eilish und ihr Bruder Finneas O’Connell waren gemeinsam die Autoren von Bad Guy, wobei letzterer auch für die Produktion verantwortlich war. Am 11. Juli 2019 wurde ein Remix von Bad Guy mit dem kanadischen Sänger Justin Bieber veröffentlicht.

## Musik und Text
Das Lied wurde in Presseberichten als Pop-Trap, Nu-Goth-Pop und Dance-Pop beschrieben. Es ist mit Synth-Bass, einer Kickdrum, Finger-Snaps und 808-Bass minimalistisch instrumentiert. Im Songtext verspottet Eilish ihren Geliebten, ein böser Junge zu sein.

## Musikvideo
Dave Meyers inszenierte das Musikvideo für Bad Guy, das zeitgleich mit der digitalen Veröffentlichung der Single auf Eilishs YouTube-Kanal hochgeladen wurde. Das Video zeigt unter anderem wie Eilish vor einem gelben, zerstörten Hintergrund neben einem Mann tanzt, sie in einem blau eingerichteten Zimmer naseblutend singt, sie in einem Kinderauto fährt und auf dem Rücken eines Mannes, der Liegestütze macht, sitzt. Bis heute wurde das Video über 1,3 Milliarden Mal auf YouTube aufgerufen (Stand: April 2025).

## Preise
Der Song wurde bei den 62. Annual Grammy Awards als „Record of the Year“ und „Song of the Year“ ausgezeichnet.

## Kommerzieller Erfolg

### Chartplatzierungen
Bad Guy war ein kommerzieller Erfolg und erreichte Platz eins in den US-amerikanischen Billboard Hot 100 sowie ebenfalls die Spitzenposition in Australien, Kanada, Estland, Finnland, Griechenland, Ungarn, Island, Neuseeland, Norwegen und Russland. In den Vereinigten Staaten beendete Bad Guy den 19-wöchigen Chartrekord von Old Town Road von Lil Nas X und Billy Ray Cyrus. Bad Guy erreichte darüber hinaus unter anderem den zweiten Platz in den britischen Singlecharts.
| ChartsChartplatzierungen       | Höchstplatzierung | Wochen |
| ------------------------------ | ----------------- | ------ |
| Deutschland (GfK)              | 4 (66 Wo.)        | 66     |
| Österreich (Ö3)                | 2 (66 Wo.)        | 66     |
| Schweiz (IFPI)                 | 2 (86 Wo.)        | 86     |
| Vereinigte Staaten (Billboard) | 1 (49 Wo.)        | 49     |
| Vereinigtes Königreich (OCC)   | 2 (68 Wo.)        | 68     |

| ChartsJahrescharts (2019)      | Platzierung |
| ------------------------------ | ----------- |
| Deutschland (GfK)              | 6           |
| Österreich (Ö3)                | 2           |
| Schweiz (IFPI)                 | 6           |
| Vereinigte Staaten (Billboard) | 4           |
| Vereinigtes Königreich (OCC)   | 4           |

| ChartsJahrescharts (2020)      | Platzierung |
| ------------------------------ | ----------- |
| Deutschland (GfK)              | 40          |
| Österreich (Ö3)                | 29          |
| Schweiz (IFPI)                 | 18          |
| Vereinigte Staaten (Billboard) | 46          |
| Vereinigtes Königreich (OCC)   | 26          |

| ChartsJahrescharts (2010–2019) | Platzierung |
| ------------------------------ | ----------- |
| Österreich (Ö3)                | 6           |
| Vereinigte Staaten (Billboard) | 61          |

### Auszeichnungen für Musikverkäufe
Bad Guy verkaufte sich weltweit allein 2019 über 19,5 Millionen Mal und war die verkaufsstärkste Single des Jahres. Am 9. Dezember 2022 wurde die Single mit einer Diamantenen Schallplatte für über eine Million verkaufte Einheiten in Deutschland ausgezeichnet. Damit zählt sie zu den meistverkauften Singles des Landes.
| Land/Region                  | Auszeichnungen für Musikverkäufe (Land/Region, Auszeichnung, Verkäufe) | Verkäufe   |
| ---------------------------- | ---------------------------------------------------------------------- | ---------- |
| Australien (ARIA)            | 18× Platin                                                             | 1.260.000  |
| Belgien (BRMA)               | 4× Platin                                                              | 160.000    |
| Brasilien (PMB)              | 6× Diamant                                                             | 960.000    |
| Dänemark (IFPI)              | 4× Platin                                                              | 360.000    |
| Deutschland (BVMI)           | Diamant                                                                | 1.000.000  |
| Finnland (IFPI)              | 7× Platin                                                              | 280.000    |
| Frankreich (SNEP)            | Diamant                                                                | 333.333    |
| Griechenland (IFPI)          | 2× Platin                                                              | 40.000     |
| Italien (FIMI)               | 4× Platin                                                              | 280.000    |
| Japan (RIAJ)                 | Gold                                                                   | 100.000    |
| Kanada (MC)                  | Diamant                                                                | 800.000    |
| Malaysia (RIM)               | Platin                                                                 | 200.000    |
| Mexiko (AMPROFON)            | Diamant · + 3× Platin                                                  | 480.000    |
| Neuseeland (RMNZ)            | 8× Platin                                                              | 240.000    |
| Norwegen (IFPI)              | 4× Platin                                                              | 240.000    |
| Österreich (IFPI)            | 5× Platin                                                              | 150.000    |
| Polen (ZPAV)                 | Diamant                                                                | 100.000    |
| Portugal (AFP)               | 5× Platin · + Gold (Remix)                                             | 55.000     |
| Schweden (IFPI)              | 4× Platin                                                              | 320.000    |
| Schweiz (IFPI)               | 5× Platin                                                              | 100.000    |
| Spanien (Promusicae)         | 4× Platin                                                              | 160.000    |
| Südkorea (KMCA)              | Platin                                                                 | 2.500.000  |
| Vereinigte Staaten (RIAA)    | Diamant                                                                | 10.000.000 |
| Vereinigtes Königreich (BPI) | 5× Platin                                                              | 3.000.000  |
| Insgesamt                    | 2× Gold · 84× Platin · 12× Diamant ·                                   | 23.118.333 |

Hauptartikel: Billie Eilish/Auszeichnungen für Musikverkäufe

## Coverversionen
Das Lied wurde 2020 von der amerikanischen Ska-Punk-Band The Interrupters als Teil des Soundtracks der Serie The Umbrella Academy gecovert. Die deutsche Power-Metal-Band Dominum veröffentlichte 2023 ebenfalls eine Coverversion auf ihrem Debütalbum Hey Living People.

## Trivia
Unter dem Musikvideo auf YouTube befand sich der mit über 3,3 Millionen Likes (Stand: Oktober 2020) meistgelikete Kommentar auf der Plattform. Der Kommentar stammt vom YouTuber Seth Everman und lautet „i’m the bald guy“, womit er auf seine Glatze anspielt. Ende Oktober 2020 verschwand der Kommentar unter dem Video.